# 顆粒表孔珊瑚
顆粒表孔珊瑚（学名：Montipora danae）为軸孔珊瑚科表孔珊瑚屬下的一个种。